# Acolobicus erichsoni
Acolobicus erichsoni is een keversoort uit de familie somberkevers (Zopheridae). De wetenschappelijke naam van de soort werd in 1877 gepubliceerd door Edmund Reitter.